# Ukrainische Militärische Organisation

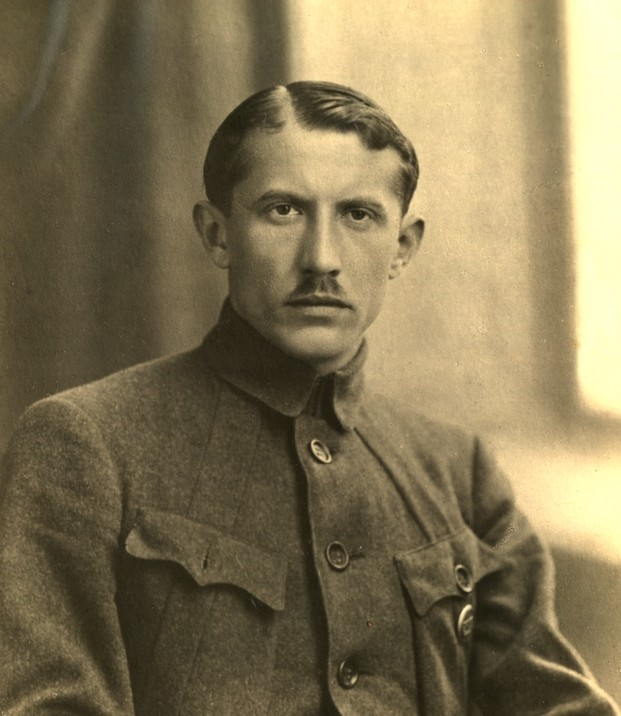
Oberst Jewhen Konowalez

Die Ukrainische Militärische Organisation (Ukrainisch: Українська Військова Організація [УВО], Ukrayinska Viyskova Orhanisatsiya [UVO], Ukrajinska Wijskowa Orhanisazija [UWO]) wurde 1920 von den ehemaligen Offizieren der Sitscher Schützen und der Ukrainische Galizische Armee geschaffen um den ukrainischen Kampf für die Unabhängigkeit weiterzuführen. Der Leiter der Organization war Oberst Jewhen Konowalez.
Die Organisation war an terroristischen Aktivitäten beteiligt: dem Attentat auf Józef Piłsudski am 25. September 1921, sowie an einer Brandstiftungskampagne in Galizien gegen polnische Grundbesitzer und Kolonisten [osadnicy] im Herbst 1922. Als Reaktion darauf führte die polnische Regierung  eine Verhaftungswelle durch, in deren Folge Jewhen Konowalez ins Ausland floh. Das lokale Kommando nach der Konferenz neben Danzig am Anfang 1923 übernahm Andrij Melnyk.
Jewhen Konowalez und die Ukrainische Militärische Organisation (UWO) spielten eine Schlüsselrolle bei der Gründung der Organisation Ukrainischer Nationalisten (OUN) in 1929. Die Organisation Ukrainischen Nationalisten vereinnahmte die Ukrainische Militärische Organisation, woraufhin sich diese Anfang der 1930er Jahre auflöste.